# Triumph Tigress

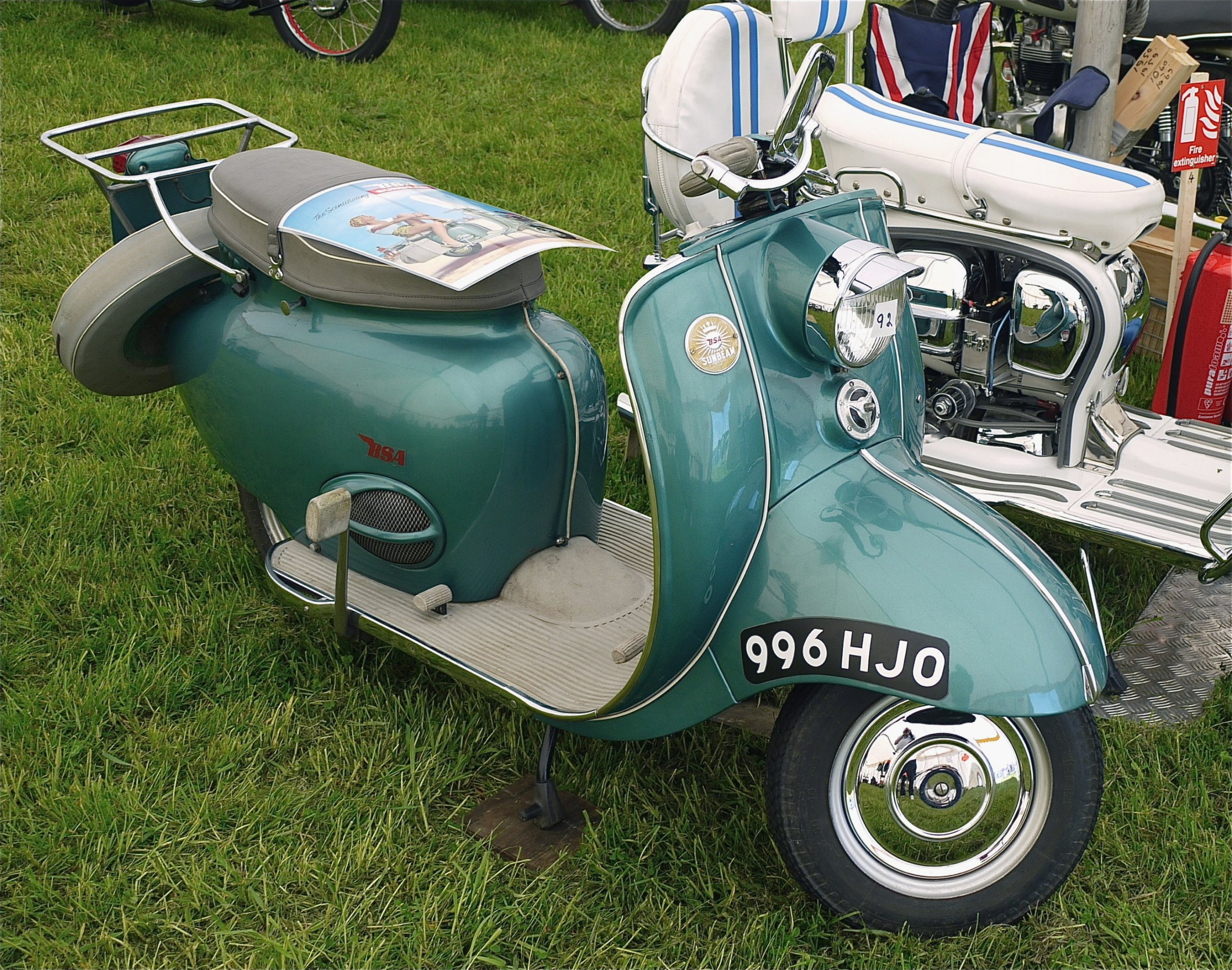
BSA Sunbeam

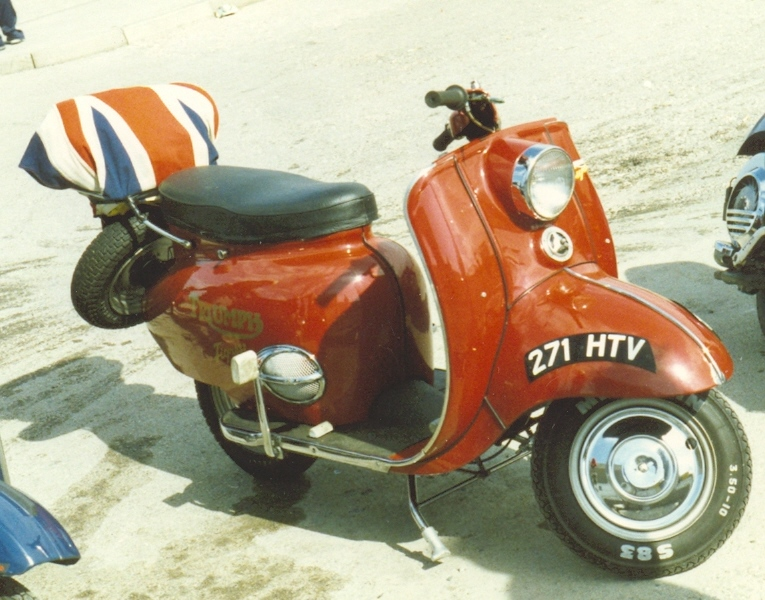
Triumph Tigress

La Triumph Tigress, également vendue sous le nom de BSA Sunbeam était un scooter conçu pour offrir de bonnes performances et une bonne maniabilité aux passionnés de motos.

## Conception et développement
Edward Turner (en) annonça l’entrée du groupe BSA dans le secteur des scooters en octobre 1958. Les modèles 250 cm3 étaient donnés pour une vitesse de croisière de 89 km/h et une consommation d'essence de 2,4 l aux 100 km. Un prototype 250 cm3 BSA Sunbeam fut présenté au Earl's Court Cycle and Motor Cycle Show de 1958. La fabrication débuta à la fin de 1959 mais des problèmes de main-d’œuvre empêchèrent le groupe d'atteindre ses objectifs malgré le fait que celui-ci disposait d'une capacité de fabrication de 50 000 machines par an.
Le concept d'Edward Turner s'appuyait sur la longue expérience de Triumph dans la construction de motos rapides et fut commercialisé sous deux marques pour profiter des réseaux de distribution établis. Cette politique des marques a été l'une des dernières dans l'utilisation de la marque Sunbeam. Les différences entre BSA Sunbeam et Triumph Tigress étaient entièrement cosmétiques - la première était peinte dans un coloris vert polychrome ou bicolore rouge/crème avec un badge BSA; le modèle Triumph était peint dans une teinte coquille bleu ou mimosa/ivoire avec un écusson Triumph.
Le scooter était disponible avec un bicylindre 250 cm3 quatre temps (10 ch) ou un monocylindre deux temps 175 cm3 (7,5 ch). Les deux moteurs étaient refroidis par air forcé et bridés pour maintenir une faible consommation d'essence.
Le deux temps était un développement du moteur BSA Bantam, mais le quatre temps était un tout nouveau bicylindre parallèle avec transmission par engrenage plutôt qu'une transmission par chaîne avec la boîte de vitesses. Le contacteur-disjoncteur alimentait deux bobines d'allumage, chacune ayant un fil menant à sa bougie sans distributeur. L'entraînement de la roue arrière se faisait par une chaîne avec un système entièrement fermé dans un bain d'huile. Les deux versions avaient quatre vitesses à sélection par pédale. Certains des 250 étaient équipés d'un démarreur électrique et d'un système électrique de 12 volts.

## Commercialisation
Le 250 twin connu un certain succès commercialement et se vendit bien. Il pouvait atteindre 113 km/h avec une suspension efficace et une bonne tenue de route malgré des roues de seulement 10 pouces. Le poids était faible par rapport aux autres scooters (100/110 kg). Le seul problème était la qualité de construction: on disait parfois qu'une Tigress était une joie à posséder tant que quelqu'un d'autre payait les factures de réparation.
Le modèle quatre temps 250 cm3 fut abandonné en 1964 et le deux temps 175 cm3 en 1965.
Plus tard dans les années 1960, malgré l'opposition interne de ceux qui pensaient que les scooters dilueraient l'image virile de la marque, Triumph (détenue par BSA) a produit un autre scooter et un tricycle à moteur pour les coursiers. Le Triumph Tina (en) et le tricycle Ariel 3 (BSA possédait également la marque Ariel) étaient destinés à puiser dans le segment des utilitaires pour un «scooter de livraison» pratique.

## Voir également
- Liste des motos des années 1950
- Liste des fabricants de scooters